# 음력 6월 1일
음력 6월 1일은 음력 6월의 첫 번째 날이다.

## 사건
- 1270년 - 고려-몽골 전쟁: 고려가 몽골 제국에 항복하자, 배중손 등의 삼별초는 대몽 항쟁을 계속하다.
- 1523년 - 조선 중종 18년, 전라도 수군절도사가 왜구를 물리친 사실을 보고하다.
- 1538년 - 조선 중종 33년, 평안도에서 전염병으로 150여 명이 죽다.
- 1548년 - 조선 명종 3년, 경상도에서 전염병으로 630명이 죽다.
- 1556년 - 조선 명종 11년, 경상 좌도 병사(慶尙左道兵使)가 울산에서 왜적을 물리친 사실을 보고하다.
- 1587년 - 조선 선조 20년, 황해도에서 기근과 전염병으로 5,570명이 죽다.
- 1670년 - 조선 현종 18년, 전라도에 큰비로 피해가 발생하다.

## 문화
- 2000년 - 대한민국의 시외전화 지역번호가 16개 광역 지방자치단체 단위로 통합되었다.

## 탄생
- 1971년 -
  - 대한민국의 축구인 김태완.
  - 대한민국의 가수 김연우.
- 1990년 - 일본의 성우이자 가수 니시다 노조미.

## 사망
- 1949년 - 한국의 독립운동가 김구.

## 같이 보기
- 음력 360일: 1월 2월 3월 4월 5월 6월 7월 8월 9월 10월 11월 12월
- 전날:5월 30일 다음날:6월 2일 - 전달:5월 1일 다음달:7월 1일
- 양력:6월 1일
- 음력, 윤달